# مات وولف
مات وولف (بالإنجليزية: Matt Wolf)‏ هو مخرج أمريكي، ولد في 1982 في سان خوسيه في الولايات المتحدة.

## وصلات خارجية
- الموقع الرسمي
- مات وولف على موقع IMDb (الإنجليزية)
- مات وولف على موقع ألو سيني (الفرنسية)
- مات وولف على موقع أول موفي (الإنجليزية)
- مات وولف على موقع قاعدة بيانات الفيلم (الإنجليزية)
- مات وولف على موقع ليتربوكسد (الإنجليزية)
- مات وولف على موقع كينوبويسك (الروسية)